# 咲間千佳
咲間 千佳（さくま ちか、1988年5月7日 - ）は、群馬県出身の日本の女優、タレントである。

## 人物
- かつては「佐久間千佳」という名前で活動していた[要出典]。
- 群馬県前橋にある「劇団ザ・マルク・シアター」に所属している[1]。

## 出演

### 映画
- リンダ リンダ リンダ（2005年）
- 「人生と、勇気と、その結果。」（2011年）

### ドラマ
- マジすか学園2（2011年4月‐7月）

### 舞台
- 劇団ザ・マルク・シアター「あんじゃあねえよ」（2008年）清水涼子役
- 劇団ザ・マルク・シアター「そぉなん」（2009年）主演：向井真実/絹子役
- 劇団ザ・マルク・シアター「アバネうそっこ」（2010年）主演：千本木桜子役
- 劇団ザ・マルク・シアター「まがりまっつぐ」（2012年）甲斐さより役
- 姫君 vol.1「Girls in a Cycle」（2012年）高校時代 由美子役/大学時代 美紀役
- 姫君 vol.2 「自分が嫌いになる、その前に。」（2012年）ミラ役
- 第36回県民芸術祭参加 群馬県文化基本条例制定記念「絹の国から」（2012）ちよみ/はな役
- 劇団ザ・マルク・シアター30周年記念公演「約束の場所」（2013年）留美役
- 第2回古代東国文化サミット 〜ググっとぐんま・大室古墳フェスタ〜『東国の絹風』（2013年）
- 群馬若手演劇人LIVE 群馬若手演劇人LIVE vol.1 ミックスジュース 初作演出作品「こうかい」（2014年）テレビっ子/母役